# Marcus Holmgren Pedersen
Marcus Holmgren Pedersen (Hammerfest, 16 luglio 2000) è un calciatore norvegese, difensore del Torino e della nazionale norvegese.

## Caratteristiche tecniche
È un terzino destro che può giocare sia in una difesa a 4 sia come esterno destro a tutta fascia in una difesa a 5.

## Carriera

### Club
Holmgren Pedersen è cresciuto nel settore giovanile dell'Hammerfest, per entrare a far parte poi di quello del Tromsø. Ha debuttato in prima squadra il 18 aprile 2018, quando è subentrato ad Hans Norbye nella vittoria per 1-3 arrivata sul campo dello Skjervøy, sfida valida per il primo turno del Norgesmesterskapet. Il 28 ottobre successivo ha esordito invece in Eliteserien, sostituendo Magnus Andersen nella sconfitta per 1-0 patita sul campo dell'Odd.
Il 12 agosto 2019, Holmgren Pedersen ha rinnovato il contratto che lo legava al Tromsø fino al 31 dicembre 2022. Al termine del campionato 2019, è retrocesso con il suo club in 1. divisjon.
L'11 febbraio 2020, il giocatore è stato ingaggiato a titolo definitivo dal Molde, per cui ha firmato un accordo valido fino al 31 dicembre 2022. Il 16 giugno 2020 ha giocato quindi la prima partita con questa casacca, impiegato da titolare nella vittoria per 1-4 arrivata sul campo dell'Aalesund. Il 24 giugno successivo ha siglato la prima rete nella massima divisione norvegese, contribuendo alla vittoria per 2-3 arrivata in casa dello Start.
Il 22 giugno 2021, Pedersen viene ceduto a titolo definitivo al Feyenoord, in Eredivisie, con cui firma un contratto quinquennale.
Il 18 febbraio 2023, segna il suo primo gol per il club olandese, decidendo al 90' la sfida di campionato contro l'AZ Alkmaar (2-1); nella stessa stagione, contribuisce alla vittoria del titolo nazionale da parte del Feyenoord.
Il 22 agosto dello stesso anno, Pedersen viene ingaggiato dal Sassuolo, in Serie A, con la formula del prestito con diritto di riscatto, fissato a circa otto milioni di euro. Cinque giorni dopo esordisce subito con i neroverdi nel secondo tempo della partita in casa del Napoli, rilevando Matías Viňa.
Non venendo riscattato dal Sassuolo, Pedersen fa ritorno al Feyenoord, con cui disputa una partita prima di venire girato al Torino in prestito oneroso con obbligo di riscatto.

### Nazionale
A livello giovanile, Holmgren Pedersen ha rappresentato la Norvegia a livello Under-19 e Under-21.
Il 1º settembre 2021 esordisce in nazionale maggiore nel pareggio per 1-1 contro la Paesi Bassi.

## Statistiche

### Presenze e reti nei club
Statistiche aggiornate al 24 maggio 2025.
| Stagione         | Squadra          | Campionato       | Campionato | Campionato | Coppe nazionali | Coppe nazionali | Coppe nazionali | Coppe continentali | Coppe continentali | Coppe continentali | Altre coppe | Altre coppe | Altre coppe | Totale | Totale | Totale |
| Stagione         | Squadra          | Comp             | Pres       | Reti       | Comp            | Pres            | Reti            | Comp               | Pres               | Reti               | Comp        | Pres        | Reti        | Pres   | Reti   |        |
| ---------------- | ---------------- | ---------------- | ---------- | ---------- | --------------- | --------------- | --------------- | ------------------ | ------------------ | ------------------ | ----------- | ----------- | ----------- | ------ | ------ | ------ |
| 2018             | Tromsø           | ES               | 3          | 0          | CN              | 2               | 0               | -                  | -                  | -                  | -           | -           | -           | 5      | 0      |        |
| 2019             | Tromsø           | ES               | 17         | 0          | CN              | 2               | 0               | -                  | -                  | -                  | -           | -           | -           | 19     | 0      |        |
| Totale Tromsø    | Totale Tromsø    | Totale Tromsø    | 20         | 0          |                 | 4               | 0               |                    | -                  | -                  |             | -           | -           | 24     | 0      |        |
| 2020             | Molde            | ES               | 21         | 2          | -               | -               | -               | UCL+UEL            | 3+7                | 1+0                | -           | -           | -           | 31     | 3      |        |
| 2021             | Molde            | ES               | 7          | 0          | -               | -               | -               | -                  | -                  | -                  | -           | -           | -           | 7      | 0      |        |
| Totale Molde     | Totale Molde     | Totale Molde     | 28         | 2          |                 | 0               | 0               |                    | 10                 | 1                  |             | -           | -           | 38     | 3      |        |
| 2021-2022        | Feyenoord        | ED               | 30         | 0          | CO              | 1               | 0               | UECL               | 16                 | 0                  | -           | -           | -           | 47     | 0      |        |
| 2022-2023        | Feyenoord        | ED               | 29         | 1          | CO              | 4               | 0               | UEL                | 7                  | 0                  | -           | -           | -           | 40     | 1      |        |
| ago. 2023        | Feyenoord        | ED               | 0          | 0          | CO              | -               | -               | -                  | -                  | -                  | SO          | 1           | 0           | 1      | 0      |        |
| ago. 2023-2024   | Sassuolo         | A                | 28         | 0          | CI              | 2               | 0               | -                  | -                  | -                  | -           | -           | -           | 30     | 0      |        |
| ago. 2024        | Feyenoord        | ED               | 1          | 0          | CO              | -               | -               | UCL                | -                  | -                  | SO          | -           | -           | 1      | 0      |        |
| Totale Feyenoord | Totale Feyenoord | Totale Feyenoord | 60         | 1          |                 | 5               | 0               |                    | 23                 | 0                  |             | 1           | 0           | 89     | 1      |        |
| ago. 2024-2025   | Torino           | A                | 29         | 0          | CI              | 1               | 0               | -                  | -                  | -                  | -           | -           | -           | 30     | 0      |        |
| Totale carriera  | Totale carriera  | Totale carriera  | 165        | 3          |                 | 12              | 0               |                    | 33                 | 1                  |             | 1           | 0           | 211    | 4      |        |

### Cronologia presenze e reti in nazionale
| Cronologia completa delle presenze e delle reti in nazionale ― Norvegia | Cronologia completa delle presenze e delle reti in nazionale ― Norvegia | Cronologia completa delle presenze e delle reti in nazionale ― Norvegia | Cronologia completa delle presenze e delle reti in nazionale ― Norvegia | Cronologia completa delle presenze e delle reti in nazionale ― Norvegia | Cronologia completa delle presenze e delle reti in nazionale ― Norvegia | Cronologia completa delle presenze e delle reti in nazionale ― Norvegia | Cronologia completa delle presenze e delle reti in nazionale ― Norvegia |
| Data                                                                    | Città                                                                   | In casa                                                                 | Risultato                                                               | Ospiti                                                                  | Competizione                                                            | Reti                                                                    | Note                                                                    |
| ----------------------------------------------------------------------- | ----------------------------------------------------------------------- | ----------------------------------------------------------------------- | ----------------------------------------------------------------------- | ----------------------------------------------------------------------- | ----------------------------------------------------------------------- | ----------------------------------------------------------------------- | ----------------------------------------------------------------------- |
| 1-9-2021                                                                | Oslo                                                                    | Norvegia                                                                | 1 – 1                                                                   | Paesi Bassi                                                             | Qual. Mondiali 2022                                                     | -                                                                       | 60’                                                                     |
| 4-9-2021                                                                | Riga                                                                    | Lettonia                                                                | 0 – 2                                                                   | Norvegia                                                                | Qual. Mondiali 2022                                                     | -                                                                       |                                                                         |
| 7-9-2021                                                                | Oslo                                                                    | Norvegia                                                                | 5 – 1                                                                   | Gibilterra                                                              | Qual. Mondiali 2022                                                     | -                                                                       |                                                                         |
| 8-10-2021                                                               | Istanbul                                                                | Turchia                                                                 | 1 – 1                                                                   | Norvegia                                                                | Qual. Mondiali 2022                                                     | -                                                                       | 81’                                                                     |
| 11-10-2021                                                              | Oslo                                                                    | Norvegia                                                                | 2 – 0                                                                   | Montenegro                                                              | Qual. Mondiali 2022                                                     | -                                                                       |                                                                         |
| 13-11-2021                                                              | Oslo                                                                    | Norvegia                                                                | 0 – 0                                                                   | Lettonia                                                                | Qual. Mondiali 2022                                                     | -                                                                       |                                                                         |
| 16-11-2021                                                              | Rotterdam                                                               | Paesi Bassi                                                             | 2 – 0                                                                   | Norvegia                                                                | Qual. Mondiali 2022                                                     | -                                                                       | 87’                                                                     |
| 25-3-2022                                                               | Oslo                                                                    | Norvegia                                                                | 2 – 0                                                                   | Slovacchia                                                              | Amichevole                                                              | -                                                                       |                                                                         |
| 29-3-2022                                                               | Oslo                                                                    | Norvegia                                                                | 9 – 0                                                                   | Armenia                                                                 | Amichevole                                                              | -                                                                       | 46’                                                                     |
| 2-6-2022                                                                | Belgrado                                                                | Serbia                                                                  | 0 – 1                                                                   | Norvegia                                                                | UEFA Nations League 2022-2023 - 1º turno                                | -                                                                       |                                                                         |
| 5-6-2022                                                                | Solna                                                                   | Svezia                                                                  | 1 – 2                                                                   | Norvegia                                                                | UEFA Nations League 2022-2023 - 1º turno                                | -                                                                       | 43’ 89’                                                                 |
| 9-6-2022                                                                | Oslo                                                                    | Norvegia                                                                | 0 – 0                                                                   | Slovenia                                                                | UEFA Nations League 2022-2023 - 1º turno                                | -                                                                       |                                                                         |
| 12-6-2022                                                               | Oslo                                                                    | Norvegia                                                                | 3 – 2                                                                   | Svezia                                                                  | UEFA Nations League 2022-2023 - 1º turno                                | -                                                                       | 66’ 84’                                                                 |
| 27-9-2022                                                               | Oslo                                                                    | Norvegia                                                                | 0 – 2                                                                   | Serbia                                                                  | UEFA Nations League 2022-2023 - 1º turno                                | -                                                                       | 57’                                                                     |
| 17-11-2022                                                              | Dublino                                                                 | Irlanda                                                                 | 1 – 2                                                                   | Norvegia                                                                | Amichevole                                                              | -                                                                       | 65’                                                                     |
| 20-11-2022                                                              | Oslo                                                                    | Norvegia                                                                | 1 – 1                                                                   | Finlandia                                                               | Amichevole                                                              | -                                                                       | 56’                                                                     |
| 25-3-2023                                                               | Malaga                                                                  | Spagna                                                                  | 3 – 0                                                                   | Norvegia                                                                | Qual. Euro 2024                                                         | -                                                                       | 74’                                                                     |
| 28-3-2023                                                               | Batumi                                                                  | Georgia                                                                 | 1 – 1                                                                   | Norvegia                                                                | Qual. Euro 2024                                                         | -                                                                       | 90+5’                                                                   |
| 7-9-2023                                                                | Oslo                                                                    | Norvegia                                                                | 6 – 0                                                                   | Giordania                                                               | Amichevole                                                              | -                                                                       | 46’                                                                     |
| 16-11-2023                                                              | Oslo                                                                    | Norvegia                                                                | 2 – 0                                                                   | Fær Øer                                                                 | Amichevole                                                              | -                                                                       | 80’                                                                     |
| 19-11-2023                                                              | Glasgow                                                                 | Scozia                                                                  | 3 – 3                                                                   | Norvegia                                                                | Qual. Euro 2024                                                         | -                                                                       | 89’                                                                     |
| 5-6-2024                                                                | Oslo                                                                    | Norvegia                                                                | 3 – 0                                                                   | Kosovo                                                                  | Amichevole                                                              | -                                                                       | 46’                                                                     |
| 8-6-2024                                                                | Brøndbyvester                                                           | Danimarca                                                               | 3 – 1                                                                   | Norvegia                                                                | Amichevole                                                              | -                                                                       | 46’                                                                     |
| 10-10-2024                                                              | Oslo                                                                    | Norvegia                                                                | 3 – 0                                                                   | Slovenia                                                                | UEFA Nations League 2024-2025 - 1º turno                                | -                                                                       | 46’                                                                     |
| 13-10-2024                                                              | Linz                                                                    | Austria                                                                 | 5 – 1                                                                   | Norvegia                                                                | UEFA Nations League 2024-2025 - 1º turno                                | -                                                                       |                                                                         |
| 14-11-2024                                                              | Lubiana                                                                 | Slovenia                                                                | 1 – 4                                                                   | Norvegia                                                                | UEFA Nations League 2024-2025 - 1º turno                                | -                                                                       |                                                                         |
| 17-11-2024                                                              | Oslo                                                                    | Norvegia                                                                | 5 – 0                                                                   | Kazakistan                                                              | UEFA Nations League 2024-2025 - 1º turno                                | -                                                                       | 62’                                                                     |
| 25-3-2025                                                               | Debrecen                                                                | Israele                                                                 | 2 – 4                                                                   | Norvegia                                                                | Qual. Mondiali 2026                                                     | -                                                                       | 90+1’                                                                   |
| 6-6-2025                                                                | Oslo                                                                    | Norvegia                                                                | 3 – 0                                                                   | Italia                                                                  | Qual. Mondiali 2026                                                     | -                                                                       | 75’                                                                     |
| Totale                                                                  |                                                                         | Presenze                                                                | 29                                                                      |                                                                         | Reti                                                                    | 0                                                                       |                                                                         |

## Palmarès

### Club
- Campionato olandese: 1

Feyenoord: 2022-2023
- Supercoppa dei Paesi Bassi: 1

Feyenoord: 2024